# Járamagura
Járamagura románul: Măgura Ierii, falu Romániában, Erdélyben, Kolozs megyében.

## Fekvése
Alsójárától délkeletre fekvő település.

## Története
Járamagura, Magura nevét 1733-ban említette először oklevél Magura néven.
További névváltozatai: 1750-ben , 1808-ban Magura, 1913-ban Járamagura.
A trianoni békeszerződés előtt Torda-Aranyos vármegye Alsójárai járásához tartozott.
1910-ben 257 román, görögkeleti ortodox lakosa volt.

## Források

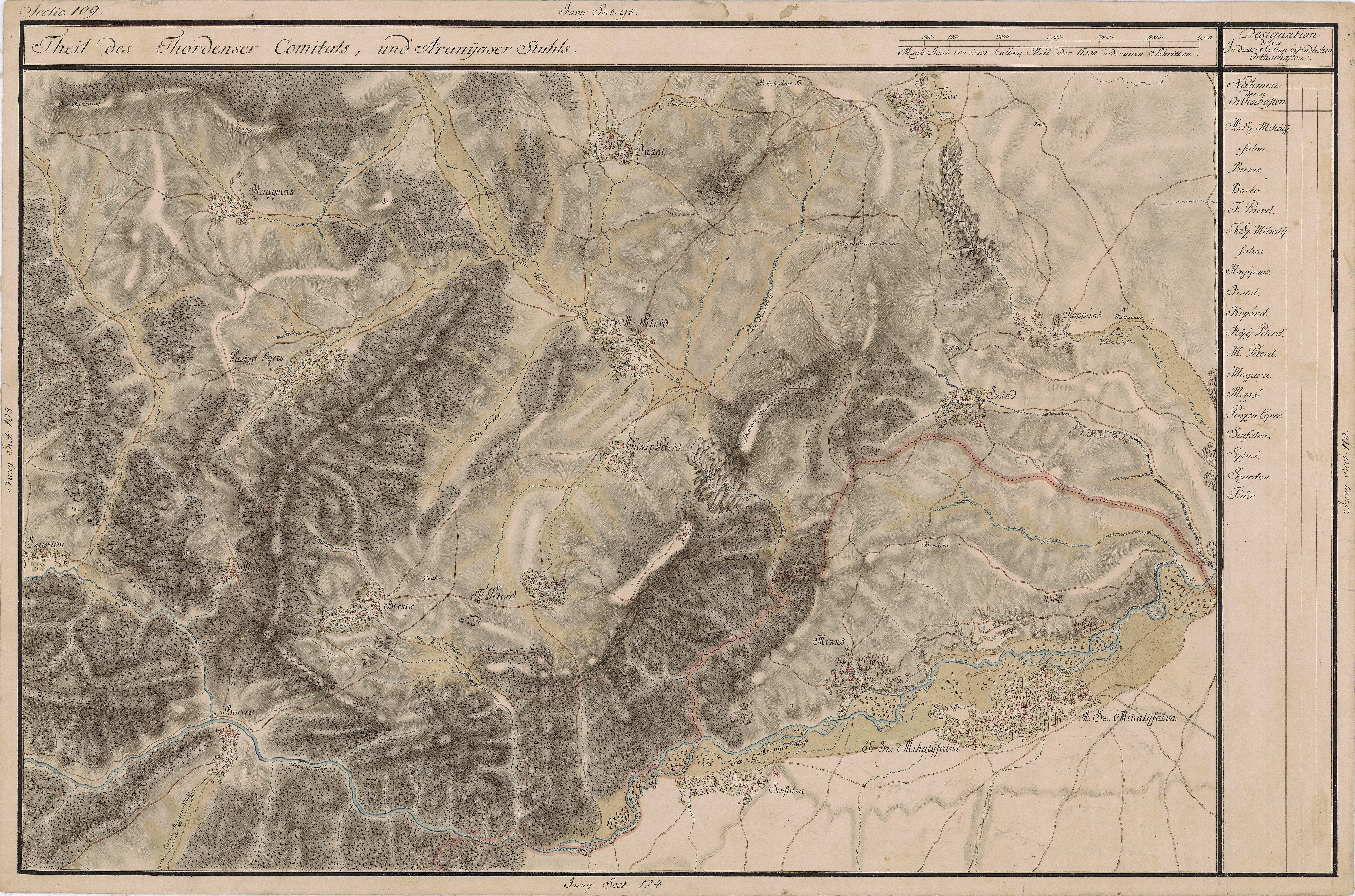
Járamagura, Magura egy régi térképen